# Йошкар-Ола (станция)
Йошка́р-Ола́ — станция Казанского региона Горьковской железной дороги РЖД, находится на 106 км участка Зелёный Дол — Яранск, расположена в городе Йошкар-Ола Республики Марий Эл, Россия. Открыта 10 декабря 1927 года. Имеется 10 приёмо-отправочных путей, дистанцию пути, оборотный пункт депо Юдино, ЛОВД. К станции примыкают пути предприятий старой промзоны города. С 1 июля 2014 года по 3 июля 2015 года пригородные перевозки по станции не осуществлялись. На станции базируется формированием фирменный скорый поезд «Марий Эл».

## Движение поездов
Поезда дальнего следования:
| № поезда        | Маршрут движения                                                                                | № поезда        | Маршрут движения                                                                                |
| --------------- | ----------------------------------------------------------------------------------------------- | --------------- | ----------------------------------------------------------------------------------------------- |
| 058Э «Марий Эл» | Йошкар-Ола — Москва                                                                             | 058Г «Марий Эл» | Москва — Йошкар-Ола                                                                             |
| 686Г            | Йошкар-Ола — Арзамас — Санкт-Петербург в составе поезда 685Г/047М/048М Самара — Санкт-Петербург | 685Й            | Санкт-Петербург — Арзамас — Йошкар-Ола в составе поезда 047А/048А/686Й Санкт-Петербург — Самара |
| 696Г            | Йошкар-Ола — Канаш — Адлер (летом) в составе поезда 695Г/215Н/216Н Барнаул — Адлер              | 695Г            | Адлер — Зеленодольск — Йошкар-Ола (летом) в составе поезда 216С/215С Адлер — Барнаул            |

Поезда пригородного сообщения:
| № поезда | Маршрут движения            | № поезда | Маршрут движения            |
| -------- | --------------------------- | -------- | --------------------------- |
| 6382     | Йошкар-Ола — Казань         | 6383     | Казань — Йошкар-Ола         |
| 6453     | Йошкар-Ола — Яранск (летом) | 6452     | Яранск — Йошкар-Ола (летом) |

## Перспективы
В 2019 и 2024 годах обсуждалось продление ветки Зелёный Дол — Яранск до Котельнича, что позволит соединить северную и южную ветку Транссибирской магистрали. В начале 2020 года проект был внесён в планы до 2030 года.

## Галерея
- Первый поезд, прибывший на станцию (1928 год)
- Тепловоз ЧМЭ3-4579 с вагонами на станции
- Тепловоз ТЭП70БС-196 с комиссионным поездом на станции
- Тепловоз ТЭП70БС-133 на станции
- Тепловоз ЧМЭ3-3380 с вагонами на станции
- Тепловоз 4ТЭ10С-0017 с грузовым поездом проходит по станции
- Тепловоз ЧМЭ3-3926 с вагонами на станции
- Тепловоз ТЭП70-0243 с фирменным скорым поездом №58 "Марий Эл" Йошкар-Ола - Москва на станции
- Тепловоз 2ТЭ10М-0404 с грузовым поездом отправляется со станции
- Рельсовый автобус РА1-0006 на станции
- Рельсовый автобус РА1-0040 на станции
- Автомотриса АЧ2-052 на станции